# 法国公立科学、文化和专业机构
法国公立科学、文化和专业机构（法語：Établissement public à caractère scientifique, culturel et professionnel）是法国公立的高等教育研究的一种公务法人，法国所有的公立大学及其他五十多个机构均以此形式运作，这些机构比其他的公共机构拥有更多的自主权。

## 概述

### 历史
法国公立科学、文化和专业机构这种机构类型是在1968年的五月风暴时由时任总理埃德加·富尔建立并写入法律的。法律规定此种机构类型为法人，并拥有财政自主权。大学为董事会下的校长负责制，学校同时也应成立学术委员会。

### 运作
法国公立科学、文化和专业机构可以成立大学基金会。

## 不同类型
法律规定了不同类型的公立科学、文化和专业机构，分别如下：

### 大学和国立理工学院
此类院校均实行董事会监督下的校长负责制。大学可颁发学士、硕士研究生、博士研究生和医学生的学位。

### 独立于大学的院校
此类学校设有董事会，并辅有科学委员会、学生生活委员会或者学术委员会。校董事会的主席从董事会外的学校职工中选出。校长则有教育部长提名，任期五年。此类学校包括中央理工学院联合体（中央理工-高等电力学院除外），国立应用科学学院和技术大学。

### 大型院校
此类院校类型由2013年颁布的高等教育研究法建立，一般为历史悠久的有特殊作用的机构，或者一些不颁发学位的机构。大型院校的校长需要公开征选。

### 驻外法国学校
现在法国在国外有五所主要研究当地历史考古或者语言学校。这类学校可以给研究人员提供软硬件设施，尤其是他的法语学术资源。一些驻外法国学校也可提供研究人员的住宿的地方。

### 高等师范学校
法国的四个高等师范学校都是接受同时为公务员和实习生的学生的公共学校。学校颁发硕士研究生和博士研究生文凭，有时也有校颁文凭。

### 大学与院校共同体
在一定区域内，大学与院校联合体可以统筹成员学校的专业设置、研究战略和学生在不同成员学校间的交流。

## 其他形式
法国的公立高等教育研究机构还可以以如下的形式存在：
- 法国公立管理机构 (EPA) ：这个类型的学校拥有受法律保护相对的自主权，一些 EPA 也可隶属于一个公立科学、文化和专业机构，比如巴黎高等政治学校。
- 公立科学、文化和专业机构的下属院校，比如 Polytech
- 公立科学技术机构：大型科学研究机构，比如法国国家科学研究中心
- 公立工商业机构：包括一些研究机构，比如原子能和替代能源委员会

## 列表
- 法国公立科学、文化和专业机构列表